# دوستلات
دوستلات، روستایی از توابع بخش مرکزی شهرستان سیاهکل در استان گیلان ایران است. این روستا دارای آب‌وهوایی بکر است که یک طرف آن رو به سد زیبای سنگر و یک طرف آن رو به جنگل است که همین امر باعث شده روستای دوستلات از دیگر روستاهای مجاور گردشگرپذیرتر و گران قیمت تر باشد  باشد.
این روستا جزو اولین روستاهای کشور که داری سیستم جمع آوری آب سطحی از طریق (کانال کنار جاده ای)در دهه 1350 شمسی می باشد . 
از معدود روستاهای با تمام جاده های آسفالت و جدول کشی شده می باشد. 
روستا دارای یک مدرسه ، یک مسجد، سه هایپر مارکت ، دو نانوایی و تعمیرگاه خودرو و موتور می باشد .

## جمعیت
این روستا در دهستان خرارود قرار دارد و بر اساس سرشماری مرکز آمار ایران در سال ۱۳۸۵، جمعیت آن ۵۴۷ نفر (۱۴۰ خانوار) بوده است.